# Xiaomi Mi 1
Xiaomi Mi1, (muitas vezes referido como Xiaomi Phone) é um smartphone Android de última geração produzido pela Xiaomi . O dispositivo usa um Qualcomm Snapdragon S3 (dual core, 1,5 GHz) como CPU e um Adreno 220 como GPU. O dispositivo é inicialmente vendido ao preço de ¥ 1.999. Quando foi lançado, o dispositivo recebeu mais de 300.000 encomendas nas primeiras 34 horas.
Em 20 de dezembro de 2011, a empresa anunciou uma parceria com a empresa de telecomunicações chinesa China Unicom. O plano era oferecer um milhão de modelos Mi1 personalizados por ¥ 2.699 nas lojas Unicom em vários contratos de dois a três anos.

## Especificações
O corpo do Mi 1 é feito principalmente de plástico, no interior existe uma ranhura para o cartão SIM. A porta microUSB encontra-se na parte inferior do dispositivo e a tomada de áudio na parte superior. Os botões de volume estão no lado direito do dispositivo, enquanto o botão de alimentação está na parte superior do dispositivo. Perto do topo do dispositivo encontra-se uma câmara frontal e um sensor de proximidade. O dispositivo está disponível em branco, cor-de-rosa, azul, amarelo, roxo e cinzento. O ecrã do dispositivo é um ecrã tátil capacitivo TFT de 4 polegadas com uma resolução de aproximadamente 245ppi.
Este modelo é uma das duas variantes do Xiaomi Mi1 que a Xiaomi criou antes da criação do Xiaomi Mi2. O dispositivo é alimentado por uma bateria de 1930 mAh.

### Software
O Xiaomi Mi1 vem com a experiência de utilizador Android e Xiaomi MIUI.

#### Actualizações
As actualizações do Xiaomi Mi 1 estão disponíveis em três canais: estável, programador e diário. As novas versões estáveis estão geralmente disponíveis mensalmente, com alterações contínuas entre cada atualização; as novas versões para programadores estão geralmente disponíveis semanalmente e acrescentam pequenas funcionalidades, mas por vezes significativas, entre as actualizações; as novas versões beta estão geralmente disponíveis de 15 em 15 dias, contendo geralmente apenas pequenas correcções e optimizações. As versões beta só estão disponíveis para um pequeno número de testadores beta no fórum da comunidade MIUI. Para atualizar entre versões, os utilizadores utilizam normalmente uma aplicação de atualização sem fios.